# Aaen med de ni Møller
Aaen med de ni Møller er en dansk dokumentarfilm fra 1941 instrueret af Poul Juhl.

## Handling
Optagelser af Strandmøllen, hvor Mølleåen løber ud i Øresund.